# Emma Carelli

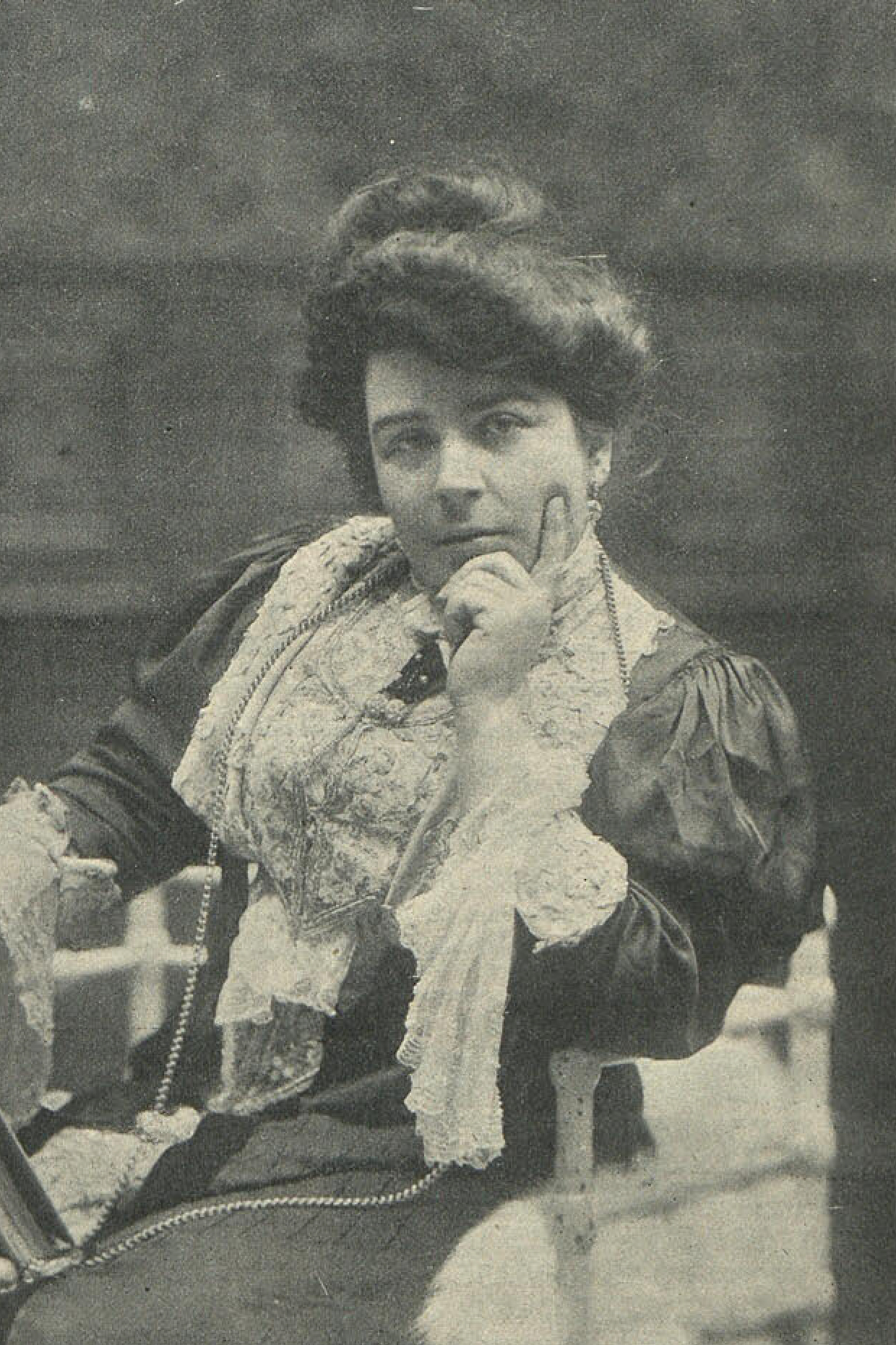
Emma Carelli

Emma Carelli (* 12. Mai 1877 in Neapel; † 17. August 1928 in Montefiascone) war eine italienische Opernsängerin im Fach dramatischer Sopran.

## Leben und Werk
Emma Carelli war Schülerin ihres Vaters, des Gesangslehrers und Komponisten Beniamino Carelli (1833–1921).
Emma Carelli debütierte 1895 in Altamura in La vestale von Saverio Mercadante. Ihr Debüt an der Mailänder Scala gab sie im Jahr 1900 als Desdemona in Giuseppe Verdis Oper Otello. Von 1912 bis 1926 leitete sie zusammen mit ihrem Mann, dem Journalisten und Politiker Walter Mocchi (1870–1955), das Teatro Costanzi in Rom. Hier sang sie die Titelpartie der italienischen Erstaufführung der Oper Elektra von Richard Strauss.